# Ga Sujin
Ga Sujin là ga đường sắt trên Tàu điện ngầm Seoul tuyến 8.

## Bố trí ga
| Sinheung ↑ |
| \| N/B     |
| ↓ Moran    |

| Hướng Bắc | ● Tuyến 8 | ← Hướng đi Bokjeong · Chợ Garak · Seokchon · Byeollae |
| Hướng Nam | ● Tuyến 8 | → Hướng đi Moran →                                    |